# Szabolcs Baranyi
Szabolcs Baranyi, né le 31 janvier 1944 à Nagyvárad en Hongrie (aujourd'hui Oradea en Roumanie) et mort le 3 juin 2016, est un joueur hongrois de tennis.
Champion de Hongrie puis champion d'Europe en 1969, il passe professionnel en 1972. Cette année-là, il est quart de finaliste à Monte-Carlo, Madrid, Nice et Båstad. En 1973, il profite du boycott pour atteindre les huitièmes de finale à Wimbledon. Il a atteint une finale en double à Calgary en 1973 avec son partenaire habituel Péter Szőke. Son dernier résultat notable est un quart à Kitzbühel en 1978.
Membre de l'équipe de Hongrie de Coupe Davis entre 1969 et 1975, il a participé à deux reprises aux demi-finales européennes. Il est membre de l'équipe vainqueur de la Coupe du Roi en 1976. Il a été élu à trois reprises joueur de tennis hongrois de l'année.
Après sa carrière, il a travaillé comme entraîneur en Allemagne puis a été capitaine de l'équipe de Coupe Davis.

## Palmarès

### Finale en double
| No | Date       | Nom et lieu du tournoi               | Catégorie | Dotation | Surface | Vainqueurs              | Partenaire  | Score         |  |
| -- | ---------- | ------------------------------------ | --------- | -------- | ------- | ----------------------- | ----------- | ------------- |  |
| 1  | 12-02-1973 | Tournoi de tennis de Calgary Calgary |           | 17 500 $ | NC      | Mike Estep Ilie Năstase | Péter Szőke | 6-7, 7-5, 6-3 |  |

## Parcours dans les tournois duGrand Chelem

### En simple
| Année | Open d'Australie | Open d'Australie | Internationaux de France | Internationaux de France | Wimbledon       | Wimbledon    | US Open | US Open |
| ----- | ---------------- | ---------------- | ------------------------ | ------------------------ | --------------- | ------------ | ------- | ------- |
| 1967  | —                | —                | 1er tour (1/64)          | A. Stone                 | —               | —            | —       | —       |
| 1970  | —                | —                | 3e tour (1/16)           | M. Santana               | 1er tour (1/64) | Š. Koudelka  | —       | —       |
| 1971  | —                | —                | 2e tour (1/32)           | I. Năstase               | 1er tour (1/64) | J. Loyo Mayo | —       | —       |
| 1972  | —                | —                | 3e tour (1/16)           | G. Vilas                 | 2e tour (1/32)  | J. Hřebec    | —       | —       |
| 1973  | 1/8 de finale    | B. Carmichael    | 2e tour (1/32)           | B. Phillips-Moore        | 1/8 de finale   | B. Borg      | —       | —       |
| 1974  | —                | —                | 1er tour (1/64)          | A. Muñoz                 | 2e tour (1/32)  | T. Okker     | —       | —       |
| 1975  | —                | —                | 2e tour (1/32)           | E. Van Dillen            | —               | —            | —       | —       |

N.B. : à droite du résultat se trouve le nom de l'ultime adversaire.

### En double
| Année | Open d'Australie         | Open d'Australie           | Internationaux de France  | Internationaux de France | Wimbledon                 | Wimbledon               | US Open | US Open |
| ----- | ------------------------ | -------------------------- | ------------------------- | ------------------------ | ------------------------- | ----------------------- | ------- | ------- |
| 1970  | —                        | —                          | 1er tour (1/32) R. Machán | J-P. Courcol B. Paul     | —                         | —                       | —       | —       |
| 1971  | —                        | —                          | 2e tour (1/16) R. Machán  | Ž. Franulović T. Ryan    | 2e tour (1/16) P. Szőke   | A. Ashe D. Ralston      | —       | —       |
| 1972  | —                        | —                          | 2e tour (1/16) P. Szőke   | J.-C. Barclay O. Parun   | 2e tour (1/16) P. Szőke   | J. Cooper N. Fraser     | —       | —       |
| 1973  | 1er tour (1/32) G. Varga | O. Parun B. Phillips-Moore | —                         | —                        | 1er tour (1/32) R. Machán | D. Bleckinger B. Martin | —       | —       |
| 1974  | —                        | —                          | 1er tour (1/32) P. Szőke  | A. Ashe R. Tanner        | 1er tour (1/32) P. Szőke  | V. Gerulaitis S. Mayer  | —       | —       |

N.B. : le nom du ou de la partenaire se trouve sous le résultat ; le nom des ultimes adversaires se trouve à droite.